# Хвойнинський район
Хвойнинський район (рос. Хвойнинский район) — муніципальне утворення у складі Новгородської області Росії. Адміністративний центр — робітниче селище Хвойна.

## Географія
Площа території — 3186,06 км. Район розташований на північному сході Новгородської області.
Межує:
- На сході — з Чагодощенським районом Вологодської області;
- На півдні (із заходу, на схід) — з районами Новгородської області:

1. Боровицьким
2. Мошенським
3. Пестовським

- На заході (з півночі, на південь):

1. Бокситогорським районом Ленінградської області
2. Любитинським районом Новгородської області

Близько 65 % території району (210 426 га) займають ліси, переважають соснові ліси різного типу з верховими і перехідними болотами і не заболоченими сосняками, брусничними і вересково-лишайниковими. Болота займають приблизно 25 % площі району (58082 га).
річки
Основні річки — Песь, Ратца, Кобожа.

### Охорона природи
На межі Хвойнинського і Мошенського районів створено державний природний заказник «Ігоревські мохи» комплексного, гідрологічного профілю, загальною площею 18,0 тис. га. Під охороною перебуває екосистема верхового болота, метозотрофне озеро Ігор площею 536 га. На межі Боровицького, Хвойнинського і Любитинського районів державний природний заказник «Карстові озера» комплексного, гідрологічного профілю, загальною площею 17,7 тис. га. Під охороною перебувають ліси і більше 10 карстових озер.
У 2000-х роках на території колишнього мисливського заказника, з метою збереження і відтворення чисельності окремих видів диких тварин та середовища їх проживання, на площі 16,6 тис. га було створено Хвойнинський державний біологічний природний заказник під контролем Комітету мисливського і рибного господарства Новгородської області. 2008 року Новгородською обласною думою з нього було знято охоронний статус.
На території Хвойнинського району створено 4 пам'ятки природи загальною площею до 10 га, 1 геологічного профілю і 3 пейзажного (садово-паркового мистецтва).
| № | Назва                          | Тип        | Площа (га) | Розташування                     | Створення                                     | Дата                   | Характеристика | Фото |
| - | ------------------------------ | ---------- | ---------- | -------------------------------- | --------------------------------------------- | ---------------------- | --- | ---- |
| 1 | Валун                          | геологічна | ~          | Дворищенське сільське поселення  | Роспорядження виконкому ради депутатів НО     | 23 вересня 1977 року   | Конгломерат «Зміїний камінь» (Зміїне гніздо) |      |
| 2 | Парк колишньої садиби          | пейзажна   | 1          | Остахновське сільське поселення  | Рішення Виконкому Новгородської облради № 368 | 13 листопада 1989 року | Ландшафт долини річки Смердомки, деревні насадження парку колишньої садиби.                                                                               |      |
| 3 | Парк колишньої садиби Мякініна | пейзажна   | 4,5        | Анциферовське сільське поселення | Рішення Виконкому Новгородської облради № 368 | 13 листопада 1989 року | Деревні насадження парку садиби Мякініна. |      |
| 4 | Парк колишньої садиби Сіверса  | пейзажна   | 4          | Анциферовське сільське поселення | Рішення Виконкому Новгородської облради № 368 | 13 листопада 1989 року | Деревні насадження парку садиби колишнього губернатора Олександра Сіверса (дуб, ялина, липа, клен), територія півострова на березі озера Соміно, джерела. |      |

## Муніципально-територіальний устрій
До 27 березня 2020 року район складався з 1 міського і 10 сільських поселень. Законом Новгородської області № 529-ОЗ від 27 березня 2020 року район був преобразований в муніципальний округ, всі сільські та міські поселення розформовано.
| Муніципальне утворення           | Адмінцентр                | Кількість населених пунктів | Населення (осіб, 2017 рік) | Площа (км²) | Карта                                                                              |
| -------------------------------- | ------------------------- | --------------------------- | -------------------------- | ----------- | ---------------------------------------------------------------------------------- |
| Хвойнинське міське поселення     | робітниче селище Хвойна   | 1                           | 5637▼                      | 13,86       | Хвойна Анциферово Боровське Звягіно Кабожа Миголощі Минці Остахново Песь Ювілейний |
| Анциферовське сільське поселення | село Анциферово           | 20                          | 1077▼                      | 272,00      | Хвойна Анциферово Боровське Звягіно Кабожа Миголощі Минці Остахново Песь Ювілейний |
| Боровське сільське поселення     | село Боровське            | 19                          | 330▲                       | 271,00      | Хвойна Анциферово Боровське Звягіно Кабожа Миголощі Минці Остахново Песь Ювілейний |
| Дворищинське сільське поселення  | село Дворищі              | 17                          | 486▲                       | 314,00      | Хвойна Анциферово Боровське Звягіно Кабожа Миголощі Минці Остахново Песь Ювілейний |
| Звягінське сільське поселення    | село Звягіно              | 14                          | 343▼                       | 161,00      | Хвойна Анциферово Боровське Звягіно Кабожа Миголощі Минці Остахново Песь Ювілейний |
| Кабозьке сільське поселення      | залізнична станція Кабожа | 23                          | 1760▼                      | 321,20      | Хвойна Анциферово Боровське Звягіно Кабожа Миголощі Минці Остахново Песь Ювілейний |
| Миголоське сільське поселення    | село Миголощі             | 23                          | 432▲                       | 299,00      | Хвойна Анциферово Боровське Звягіно Кабожа Миголощі Минці Остахново Песь Ювілейний |
| Минцівське сільське поселення    | село Минці                | 6                           | 507▼                       | 373,00      | Хвойна Анциферово Боровське Звягіно Кабожа Миголощі Минці Остахново Песь Ювілейний |
| Остахновське сільське поселення  | село Остахново            | 17                          | 370▲                       | 946,00      | Хвойна Анциферово Боровське Звягіно Кабожа Миголощі Минці Остахново Песь Ювілейний |
| Пеське сільське поселення        | село Песь                 | 10                          | 1762▼                      | 213,00      | Хвойна Анциферово Боровське Звягіно Кабожа Миголощі Минці Остахново Песь Ювілейний |
| Ювілейнинське сільське поселення | селище Ювілейний          | 1                           | 1520▼                      | 2,00        | Хвойна Анциферово Боровське Звягіно Кабожа Миголощі Минці Остахново Песь Ювілейний |

Законом Новгородської області № 726-ОЗ від 30 березня 2010 року, який набрав чинності 12 квітня 2010 року, Анциферовське і Бродське сільські поселення були об'єднані в єдине Анциферовське сільське поселення з адміністративним центром у селі Анциферово.

## Економіка

### Гірництво
На території району ведеться відкрита розробка корисних копалин будівельними, шляхоремонтними (АТ «Хвойнинское ДЭП» і ТОВ «ДРП-53»), житлово-комунальними та іншими підприємствами, ТОВ «Новеврощебень», «Новгородская Долина», «Кушавера Торф», «Инвестстрой», «Герта Люкс», «НовгородГранитРесурс», «Хвойная-Неруд», «Вологодские карьеры», «Бизнес-ресурс», «Шварковский камень». Розробка ведеться відкритим способом на таких родовищах і в кар'єрах:
- Пісок будівельний: Миголощі (за 22 км на південний захід від залізничної станції Хвойна), Спасово (поблизу села Спасово), Прокшино (поблизу села Прокшино), 144-й квартал (поблизу села Миголощі).
- Піщано-гравійний матеріал (ПГМ, ПГС): Сутоки і Нарочино (за 4 км на схід від залізничної станції Анциферово), Анциферово-3 (поблизу села Доблбеніки).
- Валунно-гравійно-піщаний матеріал (ВГПМ, ВГПС): Миголощі (за 22 км на південний захід від залізничної станції Хвойна), В'язовка (за 10 км на північ від залізничої станції Песь), Александровський (за 12 км на північ від села Лєсна), Анциферово-3 (за 7 км на захід від села Анциферово), Шварково (за 4,5 км на північний захід від села Шварково), Філістово (поблизу села Філістово).
- Торф: Семеновські Вельгі (за 3,5 км на північний захід від залізничної станції Кабожа).[11].

### Промисловість
Головні системоутворюючі підприємства Хвойнинського району:
- ТОВ «НОРД» — лісозаготівля, виготовлення пиломатеріалів.